# Helmut Haller
Pour les articles homonymes, voir Haller.
Helmut Haller (né le 21 juillet 1939 à Augsbourg en Allemagne et mort le 11 octobre 2012 à Augsbourg en Allemagne), est un footballeur international allemand, qui évoluait au poste de milieu offensif.
Il fait partie des 100 meilleurs joueurs de tous les temps sélectionnés en 1997 par le journal italien La Repubblica. Il est également l'oncle de Christian Hochstätter, qui fut également footballeur.

## Biographie

### En club
Helmut Haller s'initie au football dès l'enfance à Augsbourg, pour qui il évolue durant cinq saisons.
Après son transfert à Bologne en Italie (il dispute le premier match de Serie A de sa carrière le 16 septembre 1962 lors d'une victoire 3-2 sur le Lanerossi Vicence), il remporte son premier championnat d'Italie lors de la saison 1963-1964, année où il reçoit la consécration en étant élu joueur de l'année en Serie A.

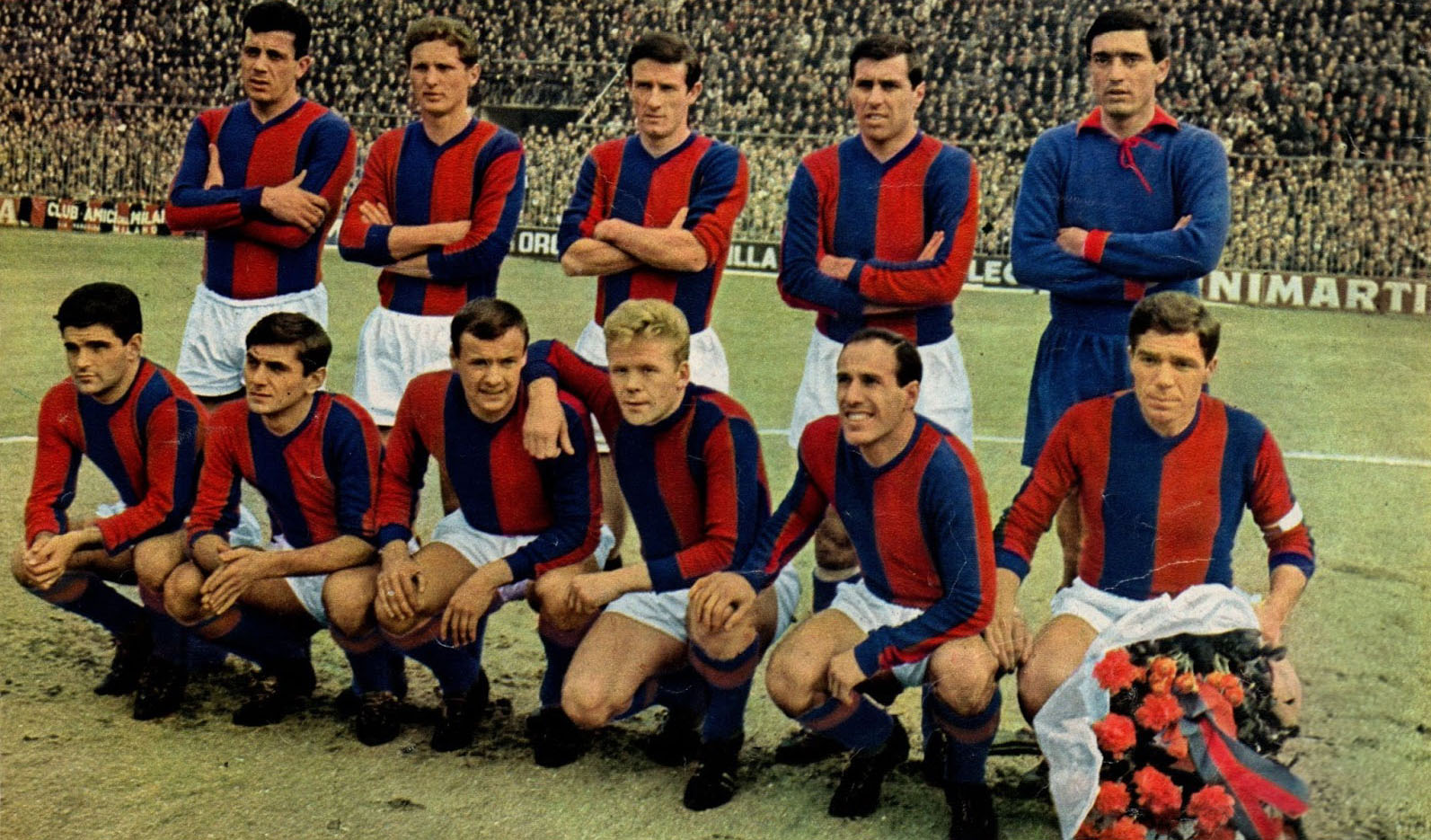
Haller (à genoux, troisième à droite) avec Bologne, équipe championne d'Italie lors de la saison 1963-1964

Impressionnant Giovanni Agnelli, il est ensuite recruté à l'âge de 29 ans par la Juventus, où le coach Heriberto Herrera lui impose un régime sévère (il devient alors le second joueur allemand de l'histoire à évoluer avec le club de Turin, après Hans Mayer Heuberger en 1909-1910). Il joue sa première rencontre avec les Bianconeri le 8 septembre 1968 lors d'un nul 0-0 en coupe contre Cesena, puis inscrit son premier but deux mois plus tard le 10 novembre 1968 lors d'une défaite 2-1 en championnat sur Cagliari. Le 15 septembre 1971, il devient le premier buteur bianconero de l'histoire de la C3, avec son but à la 35e minute du match des 32e-de-finale de la Coupe UEFA 1971-1972 contre les Maltais du Marsa FC (victoire 6-0).
Haller, surnommé en Italie Helmuttone, s'impose dans l'effectif bianconero après une première saison difficile et remporte deux nouveaux titres nationaux en 1971-1972 et 1972-1973. Au total, il a joué 295 matchs et inscrit 80 buts en Serie A (dont 116 matchs et 21 buts lors de sa période à la Juve, club pour qui il a inscrit toutes compétitions confondues 33 buts en 174 matchs).
Il termine ensuite sa carrière en Allemagne dans son club d'origine.

### En sélection
Après avoir fait ses débuts internationaux à 19 ans en septembre 1958, Helmut Haller a défendu les couleurs de l'équipe d'Allemagne lors de trois éditions de la coupe du monde, au Chili (1962), en Angleterre (1966) et au Mexique (1970).
Haller a été sélectionné à trente-trois reprises et a inscrit treize buts sous le maillot allemand, dont cinq lors de la Coupe du monde 1966. Il ouvre notamment la marque lors de la finale Angleterre-Allemagne. Au coup de sifflet final Haller s'empare du ballon de cette rencontre à l'issue controversée, alors que selon la tradition il aurait dû revenir à Geoff Hurst, auteur d'un triplé.
La famille Haller conserve le ballon du match durant trente ans avant de le céder au Daily Mirror contre une somme de 80 000 livres, reversée à une œuvre de charité.

## Carrière
- 1957-1962 : FC Augsburg ( Allemagne)
- 1962-1967 : Bologne FC ( Italie)
- 1968-1973 : Juventus ( Italie)
- 1974-1978 : FC Augsburg ( Allemagne)

## Palmarès

### En club
| FC Augsburg - Regionalliga Süd (1) : - Champion : 1973-74. |  | Bologne - Championnat d'Italie (1) : - Champion : 1963-64. |  | Juventus - Championnat d'Italie (2) : - Champion : 1971-72 et 1972-73. - Coupe des villes de foires : - Finaliste : 1970-71. - Coupe d'Italie : - Finaliste : 1972-73. - Coupe des clubs champions européens : - Finaliste : 1972-73. |

### En sélection
Allemagne de l'Ouest
- Coupe du monde :
  - Finaliste : 1966.